# Битва при Шампобері (1814)
Битва при Шампобері — битва періоду наполеонівських воєн (Війна Шостої коаліції), яка відбулася 10 лютого 1814 року між французькою армією Імператора Наполеона Бонапарта і російським корпусом генерала Олсуф'єва. В ході битви французи розгромили росіян.

## Передумови битви
У січні 1814 року союзні війська Австрії, Баварії, Пруссії та Росії вступили на територію Франції. Французький імператор Наполеон вирішив перейти в контрнаступ проти союзників і відкинути їх за Рейн. 29 січня 1814 року Наполеон на чолі 30-тисячного війська атакував пруссько-російську Сілезьку армію генерала Блюхера, яка налічувала 52 тисячі вояків. У битві під Брієнном Наполеон завдав Блюхеру поразки, але останній зміг розбити французький корпус маршала Макдональда. Тим часом головна союзна армія фельдмаршала Шварценберга почала наступ на Париж, але вона наступала вкрай повільно, а її головнокомандувач не наважувався ризикувати. Наполеон скористався повільністю Шварценберга і вирішив розбити союзні війська по частинах. Спершу Наполеон вирішив остаточно розгромити Блюхера, а потім атакувати Шварценберга.
Армія Блюхера зазнала серйозних втрат у битві під Брієнном, але все ще зберігала боєздатність. Його війська вийшли до Марни, але розтягнулися на широкому фронті і тому були вразливі для атак французів. Наполеон з'єднався з корпусом маршала Мармона, форсував річку Петі-Морен і раптово вийшов на тили Блюхера в районі містечка Шампобер. Французький імператор вирішив дати бій противнику.

## Битва
Армія Блюхера була розкидана між ріками Марна і Петі-Морен. Російський корпус Остен-Сакена діяв на паризькому напрямку, а прусський корпус Йорка стояв на півночі біля Шато-Тьєррі. Біля Вертю розташовувався штаб Блюхера. В районі Шампобера стояв 9-й піхотний корпус росіян на чолі з генералом Олсуф'євим. Корпус зазнав величезних втрат в попередніх боях і налічував лише 3700 вояків та 24 гармати. Боєздатність корпусу також була низька через відсутність продовольства та амуніції.
Армія Наполеона під Шампобером мала 20 тисяч піхотинців і 10 тисяч кіннотників, а також 120 гармат. Сам Наполеон вважав, що йому протистоїть корпус Остен-Сакена, але насправді його там не було.
Атака французів почалася вранці 10 лютого і стала несподіванкою і як для російського командувача Олсуф'єва, так і для головнокомандувача Сілезької армії Блюхера. Обоє вважали, шо це атака невеликого французького партизанського загону.
З початком бою Олсуф'єв організував лінію оборони між селами Байє і Банне. Блюхер наказав йому тримати оборону і чекати підходу підкріплень. Блюхер наказав корпусам Остен-Сакена і Йорка йти на виручку Ослуф'єва. Також мали підійти підкріплення генералів Клейста і Капцевича (але через погану погоду вони не встигли). Сам Олсуф'єв вважав справою власної честі оборону під Шампобером, оскільки після відходу його корпусу в битві під Брієнном репутація російського воєначальника була значно підмочена і йому загрожував військовий трибунал.
О другій половині дня Наполеон прорвав оборону росіян і оточив частину їхніх сил. Російські офіцери пропонували Олсуф'єву відійти до Етожа, але генерал відмовився. Він вперто продовжував чекати підмоги від Блюхера попри те, що його власний корпус вже фактично був знищений. Урешті-решт Олсуф'єв почав прорив з оточення. Відхід прикривали бригада генерал-майора Полторацького та артилерія. Але в російських артилеристів закінчилися снаряди, а бригада Полторацького була розсіяна французькою кіннотою. В ході бою 1700 російських вояків на чолі з генералом Удомом прорвалися з оточення і з'єдналися з Блюхером. Також вони зберегли всі бойові прапори і врятували 15 гармат. Решта російського війська була остаточно знищена атакою французьких кирасирів.

## Наслідки битви
Російський корпус Олсуф'єва зазнав поразки. Росіяни втратили 2000 вояків убитими, пораненими і полоненими. У полон потрапили командир корпусу генерал Олсуф'єв і командир бригади генерал Полторацький. Втрати французів оцінюються приблизно у 200 вояків. Битва при Шампобері стала початком Шестиденної війни Наполеона, в якій він завдав поразки армії Блюхера.